# トーマス・パー

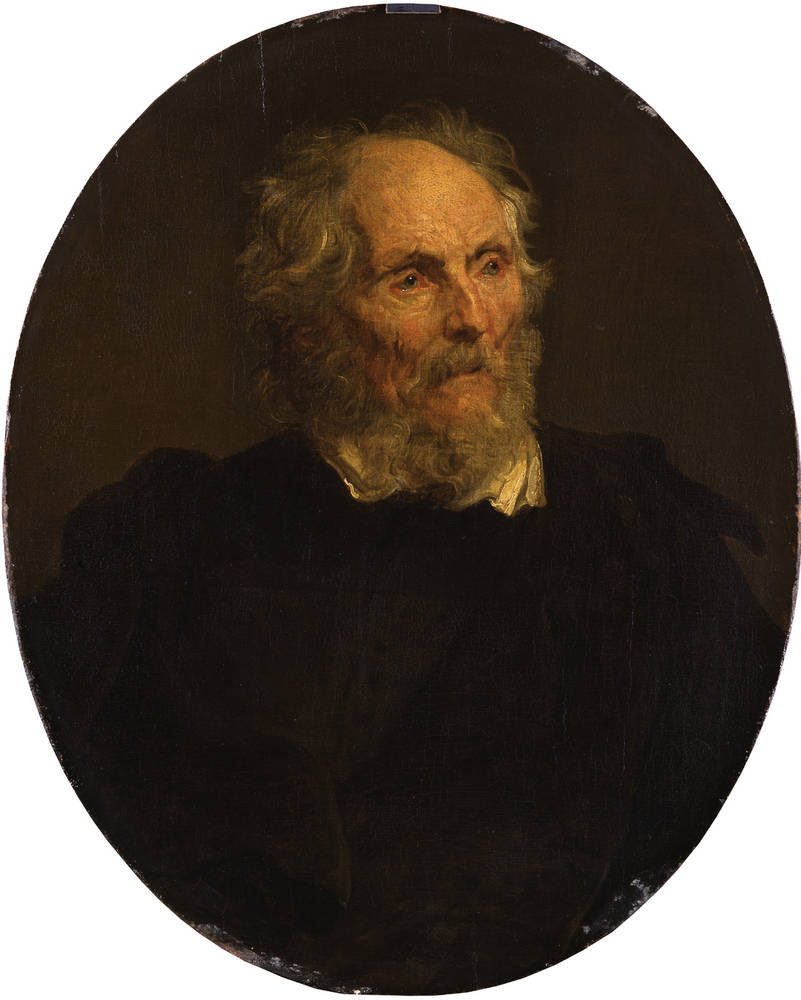
トーマス・パーの肖像（アンソニー・ヴァン・ダイク画）

トーマス・パー（Thomas Parr, 1483年? - 1635年11月14日）は、152歳まで生きたといわれるイングランド人。オールド・パー (Old Parr)、オールド・トム・パー (Old Tom Parr) の異名で知られる。
なお、ヘンリー8世の最後の妻となったキャサリン・パーの父は同姓同名の別人である。

## 生涯
伝えられるところによれば、パーは1483年にシュルーズベリー近郊（推定ウィニングトン）に生まれ、1500年頃陸軍に入隊した。80歳になって結婚し、一男一女をもうけたが、いずれも幼くして死んだ。自身はその長命の理由を菜食主義と節度のある暮らしにあると考えていた。とはいえ、105歳のときにキャサリン・ミルトンという女性との間に不義の子をもうけ、処罰された。最初の妻と死別した後、122歳の時にジェインという女性と再婚した。
1635年、長命者のうわさを聞きつけた第21代アランデル伯トーマス・ハワードがパーの元を訪れ、チャールズ1世に拝謁させるためにロンドンへと連れ出した。チャールズ1世がパーに対し、他者にくらべ特筆する何かを成したことがあるかどうか尋ねたところ、パーは女性問題で教会から課された贖罪を成した、最も年老いた人間だと答えた。ロンドンで稀代の人物として注目を浴びることとなったが、おそらく食事と環境の変化がその死期を早めた。

## パーの死と墓碑

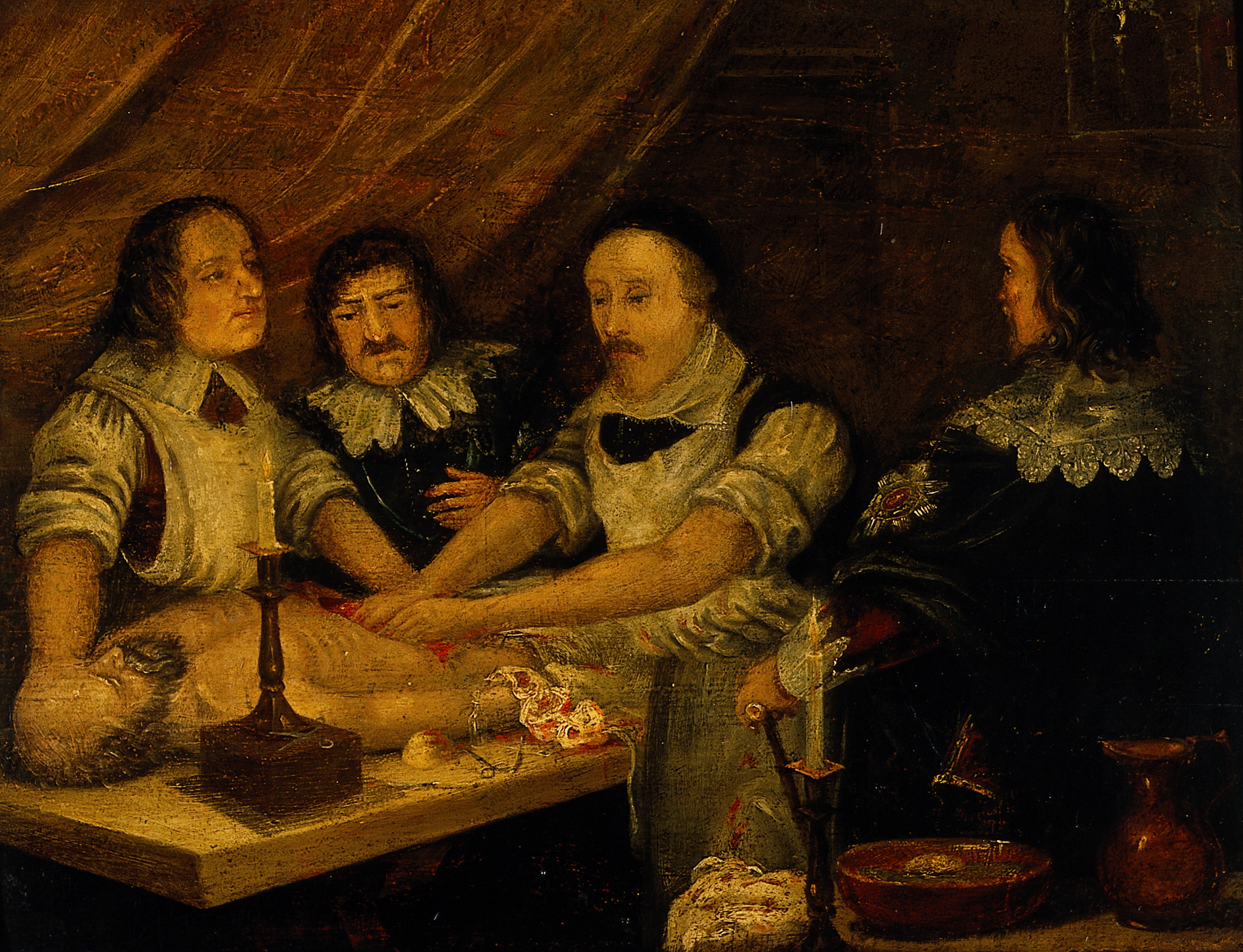
ハーベイによるトーマス・パーの検死

血液循環を発見したことで知られるウィリアム・ハーベイがパーの検死を行ったが、どの臓器にも不全は見つからなかった。ハーベイはロンドンに来たことによる環境の大きな変化を死の要因として挙げている。後年、パウル・リュートはこの報告書をもとにパーの実年齢は70歳未満だったと論じた。
パーの遺体はチャールズ1世の手配によって1635年11月15日にウェストミンスター寺院に葬られた。墓碑銘には、次のように記されている：

## 文化的影響

### 肖像画

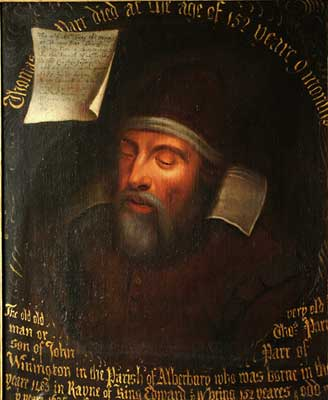
トーマス・パーの肖像（伝ピーテル・パウル・ルーベンス画）をもとにオールド・パーのラベルはデザインされた。

ピーテル・パウル・ルーベンスが記憶に基づいて描いたといわれる肖像画は、これを原画とする版画が The European Magazine の挿絵として採用されたのをはじめ、後々まで使用された。
そのほかアンソニー・ヴァン・ダイクやサミュエル・ウッドフォードによる肖像画がある。

### 文芸
イギリスの詩人ジョン・テイラー (詩人)は、1635年にパーについての詩 The Old, Old, Very Old Man or the Age and Long Life of Thomas Parr （老いたる、老いたる、いとも老いたるおのこ、或いはトーマス・パーの齢と長命）を書いている。
イギリスの小説家チャールズ・ディケンズは、1846年から1848年にかけて発表した『ドンビー父子』の第41章でパーについて言及している。
アイルランドの小説家ブラム・ストーカーは、1897年に発表した『吸血鬼ドラキュラ』の第14章で、ドラキュラの犠牲になったルーシーの短命に対し、長寿の例として、メトシェラと並んでパーを引き合いに出している。
イギリスの詩人ロバート・グレーヴスは、1938年に発表した詩集のなかの一編 A Country Mansion のなかでパーについて言及している。
アイルランド出身の小説家ジェイムズ・ジョイスは、1939年に発表した小説『フィネガンズ・ウェイク』の巻頭でパーについて言及している。

### ウイスキー
スコッチ・ウイスキーの銘柄の一つ「オールド・パー」は、長寿の効能をうたうため、パーにちなんで名づけられたものである。ラベルには彼の肖像画と生没年といわれる年号が記されている。ラベルの原画は、チャールズ1世が画家のルーベンスに描かせたものを基にしている。